# One Piece Stampede - Il film
One Piece Stampede - Il film (ONE PIECE STAMPEDE ワンピーススタンピード?, Wan Pīsu Sutanpīdo) è un film d'animazione del 2019 diretto da Otsuka Takashi.
La pellicola, ispirata alla serie manga e anime One Piece creata da Eiichirō Oda, è stata prodotta dalla Toei Animation ed è uscita in Giappone il 9 agosto 2019.

## Trama
Un flashback del passato mostra Barbanera che cerca nuovi membri per la sua ciurma al sesto livello di Impel Down. Qui un detenuto, Douglas Bullet, uccide i suoi compagni di cella, ma Teach rifiuta di farlo entrare nel suo equipaggio ritenendolo troppo pericoloso, così Bullet fugge da solo.
Nel presente, la ciurma di Cappello di paglia giunge a Delta per partecipare all'Expo pirata organizzata da Buena Festa, consistente nel recuperare un tesoro di Roger, lasciato su un'isola che emerge grazie a una Knock Up Stream. I vari equipaggi risalgono la corrente e la Thousand Sunny si posiziona in testa alla gara. Nel frattempo, Law emerge dai vicoli dell'Expo pirata con diverse ferite dopo avere scoperto che Buena Festa sta tramando qualcosa. Bagy il clown, in ritardo all'evento, lo nota e lo attacca, ma il chirurgo utilizza i suoi poteri per salire sulla Sunny. Avvisa così i Pirati di Cappello di paglia, che si dividono in due gruppi: mentre gli altri continuano la gara, Chopper, Robin, Brook e Sanji accompagnano Law a scoprire i segreti dell'evento.
Raggiunta l'isola, i vari equipaggi iniziano a combattere per impossessarsi per primi del tesoro, ma Bagy li procede e nota un Eternal Pose per Raftel chiuso in uno scrigno. Bullet rilascia una nave piena di esplosivi per fare precipitare l'isola, così Bagy perde lo scrigno, che viene recuperato da Usop. Vedendolo, Bagy lo riconosce e terrificato rivela che il nemico era stato anche lui nella ciurma dei Pirati Roger. Il resto della ciurma e Law raggiungono il covo di Festa, dove Robin e Brook lo sentono parlare di un imminente Buster Call. Provano ad avvisare i loro compagni, ma si imbattono in Smoker, anche lui lì per indagare. Quest'ultimo cattura la renna e lo scheletro, mentre Sanji lo affronta per permettere all'archeologa e a Law di allontanarsi. Durante la loro fuga, incontrano Crocodile, che ammette di essere interessato al tesoro di Roger.
Bullet malmena Usop per impossessarsi dello scrigno e i membri della peggiore generazione decidono di affrontarlo, ad eccezione di Zoro, che si prepara a fronteggiare la Marina con l'aiuto dei Pirati splendidi e dei Pirati Barto club. Grazie al loro gioco di squadra, Rufy riesce a colpire Bullet ma il nemico si rialza e trasforma il suo sottomarino in un grande robot. Usop spara alcuni semi contro quest'ultimo apparentemente inefficaci, venendo deriso per la sua debolezza. Bullet sconfigge poi tutti i suoi avversari.
La flotta che effettuerà il Buster Call arriva a Delta e i marine affrontano i pirati, mentre Zoro combatte con l'ammiraglio Issho. Nel frattempo, Smoker smette di combattere dopo essere stato informato da Tashigi dell'operazione e la raggiunge, riunendosi anche a Hina, Kobi e Hermeppo. Bullet estende i suoi poteri sull'isola e forma un colosso metallico, Buena Festa invece contatta Morgans, che lo mette in comunicazione con gli altri signori della malavita.
A Delta giungono anche Mihawk Occhi di Falco, accompagnato da Perona, e Boa Hancock, intenzionata ad assicurarsi che Rufy stia bene. Mentre gli scontri imperversano, Borsalino chiede un secondo Buster Call, ricevendo l'ordine da Sakazuki di eliminare Bullet a ogni costo, incluso quello di sacrificare i marine presenti sull'isola. Intanto Smoker incontra per caso Bagy, che costretto rivela che il tesoro è un Eternal Pose per Raftel. Il marine decide così di recuperarlo e ordina ai suoi compagni di allontanarsi, lanciandosi contro Bullet, ma Sabo lo ferma e lo affronta in un breve scontro.
Anche Rob Lucci giunge sull'isola per requisire l'Eternal Pose. Usop invece trasporta Rufy e in suo soccorso giungono Brook e Chopper, che cura il suo capitano. Dopo essersi ripreso, Rufy si scaglia contro il colosso di Bullet e accetta di collaborare con Law, Hancock, Sabo, Smoker, Lucci, Crocodile e Bagy per abbatterlo. Il gruppo lancia poi un attacco combinato contro il lato sinistro del colosso, che Rufy distrugge con il Gear Fourth. Le piante precedentemente lanciate da Usop distruggono anche il robot di Bullet, permettendo cosi a Rufy di sconfiggerlo. Rufy poi distrugge l'Eternal Pose per Raftel non volendo scorciatoie.
Dopodiché Sabo raggiunge Buena Festa e ha facilmente la meglio. I pirati presenti sull'isola salpano, ma Borsalino li attacca. Sabo allora alza un muro di fuoco per fermare le corazzate della Marina e consentire ai pirati di fuggire. Il film si conclude con un flashback di Roger, che getta in mare l'Eternal Pose per Raftel affermando di non averne bisogno.

## Distribuzione

### Data di uscita
Nel mondo il film è uscito:
- il 9 agosto 2019 in Giappone
- il 21 agosto 2019 a Taiwan
- il 22 agosto 2019 a Hong Kong
- il 5 settembre 2019 a Singapore
- il 18 settembre 2019 in Indonesia
- il 19 settembre 2019 in Tailandia e Malaisia
- il 20 settembre 2019 nelle Filippine
- il 24 settembre 2019 in Germania e Austria
- il 26 settembre 2019 in Portogallo
- il 9 ottobre 2019 in Francia
- il 10 ottobre 2019 negli Emirati Arabi Uniti e in Kuwait
- il 18 ottobre 2019 in Cina
- il 24 ottobre 2019 in Italia
- il 26 ottobre 2019 negli Stati Uniti
- il 28 ottobre 2019 in Canada
- il 14 novembre 2019 in Australia
- il 15 novembre 2019 in Spagna
- il 2 febbraio 2020 nel Regno Unito
- il 12 marzo 2020 nei Paesi Bassi

### Edizione italiana
In Italia il film è stato distribuito da Koch Media, proiettato al cinema dal 24 ottobre 2019 in italiano e dal 23 ottobre in lingua originale sottotitolata.
Il doppiaggio italiano è stato diretto da Luigi Rosa. I personaggi hanno generalmente dei doppiatori che avevano loro dato la voce già nella serie televisiva, con le eccezioni di Brook, che è doppiato da Alessandro Zurla dopo il decesso di Daniele Demma, Sabo, che viene doppiato da Jacopo Calatroni, Sakazuki, che è doppiato da Massimiliano Lotti, e Kizaru, che è doppiato da Roberto Accornero (in seguito all'uscita del film Zurla e Lotti hanno doppiato i rispettivi personaggi anche nella serie). Rufy è doppiato da Renato Novara, ma l'edizione home video italiana comprende una seconda traccia audio in cui a dargli la voce è Luigi Rosa, il suo primo doppiatore. Le scene ridoppiate da Rosa sono dirette da Claudio Moneta. L'adattamento si rifà generalmente all'edizione italiana del manga, pur presentando alcune differenze, mentre i personaggi e i luoghi vengono chiamati con i loro nomi originali (in particolare Monkey D. Rufy viene chiamato "Monkey D. Luffy"). Fanno eccezione i nomi degli ammiragli, che vengono invece tradotti in italiano.

### Edizioni home-video
In Giappone il DVD e il Blu-ray del film sono entrambi usciti il 18 marzo 2020. In Italia sono invece stati pubblicati il giorno successivo, il 19 marzo (nonostante l'uscita fosse inizialmente prevista per il mese precedente). Diversamente da quanto successo col film precedente, dove per il DVD italiano è stato usato il video dell'edizione cinematografica italiana, per questo è stato invece utilizzato il video della versione giapponese. Tra i contenuti speciali sono tuttavia inclusi i titoli di testa cinematografici italiani.

## Adattamenti
Il 9 agosto 2019 è uscita in Giappone una trasposizione del film sotto forma di romanzo, mentre il 13 maggio 2020 ne è uscito l'anime comic diviso in due volumi. Sono stati editi in italiano da Star Comics nel 2021.

## Accoglienza
In madrepatria il film ha riscosso molto successo; su Rotten Tomatoes il film ha ricevuto un voto del 92%.